# Романченко Ігор Сергійович
Ігор Сергійович Романченко (3 травня 1958, м. Веймар, Німеччина) — український військовик, Лауреат Державної премії України в галузі науки і техніки, Заслужений діяч науки і техніки України, доктор військових наук, професор, генерал-лейтенант, від 2005 року начальник Центрального науково-дослідного інституту Збройних сил України.

## Життєпис
Народився 3 травня 1958 року у м. Веймар (Німеччина). У серпні 1976 р. вступив до Київського вищого танкового інженерного училища, яке закінчив у червні 1981 р.
З вересня 1986 р. по вересень 1989 р. навчається в очній ад'юнктурі при Київському вищому танковому інженерному училищі, після чого переходить на педагогічну роботу: з вересня 1989 р. по квітень 1993 р. — викладач, а з квітня 1993 р. і по серпень 1995 р. — старший викладач у Київському вищому танковому інженерному училищі (з 1993 р. — Київський інститут Сухопутних військ).
У серпні 1995 р. вступає до очної докторантури Академії ЗС України (нині — Національний університет оборони України), яку успішно закінчує у вересні 1998 р.
З вересня 1998 р. по вересень 2002 р. — професор кафедри зазначеної Академії.
У вересні 2002 р. призначений на посаду заступника начальника Центрального науково-дослідного інституту Збройних Сил України з наукової роботи, на якій перебував до травня 2005 р.
З травня 2005 р. і по теперішній час — начальник інституту, з 2011 р. — генерал-лейтенант.
У 2006 р. закінчив Національну академію державного управління при Президентові України.
Висококваліфікований фахівець у галузі досліджень проблем будівництва та застосування Збройних Сил, повсякденної діяльності військ та систем управління.
Підготував 5 докторів та 20 кандидатів наук. Видав понад 200 наукових праць.

## Відзнаки
Нагороджений Відзнакою Міністра оборони України «Вогнепальна зброя» та 13 орденами та медалями.
Орден Данила Галицького (2020).